# Salajwe
Salajwe – wieś w Botswanie w dystrykcie Kweneng. Według spisu ludności z 2011 roku wieś liczyła 2440 mieszkańców.